# سيف الأمازون كثير الأزهار
سيف الأمازون كثير الأزهار (الاسم العلمي:Echinodorus floribundus) هو نوع من النباتات يتبع جنس سيف الأمازون من الفصيلة المزمارية.